# Hermannshagen (Hann. Münden)
Hermannshagen ist ein Stadtteil von Hann. Münden mit heute 2.067 (Stand Dezember 2022) Einwohnern.

## Geographie und Verkehrsanbindung
Der Ortsteil liegt nordöstlich der Altstadt von Hann. Münden am anderen Ufer der Werra. Am südlichen Rand von Hermannshagen verläuft die B 80 und fließt die Werra und im Norden liegen die Ausläufer des Bramwaldes.

## Geschichte und Wirtschaft
Der Stadtteil geht auf die Siedlung Hermannshausen zurück, die spätestens im 14. Jahrhundert bereits wieder verlassen und zur Wüstung geworden war.

In den 1860er Jahren entstand Hermannshagen neu. 1878 wurde an der Hedemündener Chaussee die Chemische Fabrik Kästner & Hilgenberg errichtet, die spätere Schmirgelfabrik Fr. Pannertz, später Tara-Fischer Kunststoffe. 1900 folgte die Kautabakfabrik Fischer & Herwig, 1911 das Schmirgelwerk A. Wandmacher & Co. (AWUKO).
Arbeiter und Angestellte der Fabriken siedelten sich in der Nachbarschaft an. Im Jahr 1898 bildete sich eine Initiative zur Gründung eines Gemeinnützigen Bauvereins, der die ersten Wohnhäuser in Hermannshagen errichtete. Hermannshagen entwickelte sich damit zu Beginn des 20. Jahrhunderts zum Arbeiterviertel.

## Infrastruktur

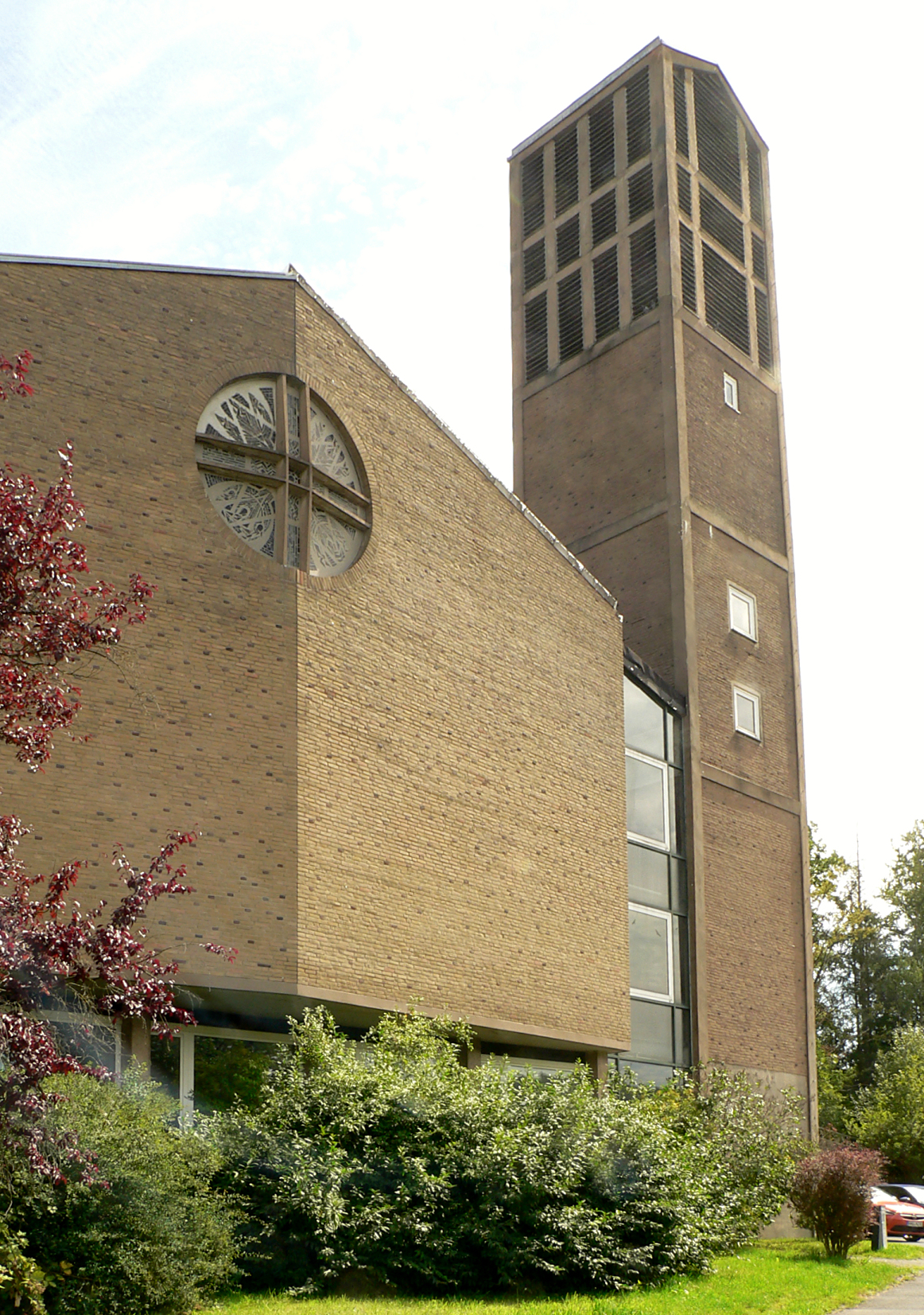
Entwidmete Kirche „St. Matthäus“, 2023

Im Stadtteil befinden sich eine Grundschule, ein Kindergarten, ein Altenwohnheim und Einkaufsmöglichkeiten.
Im Jahr 1948 richtete die evangelisch-lutherische Kirchengemeinde St. Blasius in Münden in einer Holzbaracke am Wiershäuser Weg den ersten Hermannshäger Kindergarten ein. 1953 folgte der Bau eines Gemeindezentrums mit zwei Kindergartenräumen und einem Gemeindezentrum, der späteren „Waldkapelle“ mit einem getrennten Waldglockenstuhl. 1953 trat als erster Pastor Hermannshagens Martin Teicke eine dritte, neu errichtete Pfarrstelle in St. Blasius an. 1954 wurde die Gemeinde in Hermannshagen verselbständigt. 1955 erfolgte der Bau eines Pfarrhauses. 1960 errichtete die Gemeinde am Waldrand an der Straße Auf der Trift eine eigene Kirche „St. Matthäus“, die 1962 eingeweiht wurde. 1972 erfolgte die Einweihung eines neu errichteten Altenwohnheims an der Stelle des vorherigen Kindergartens. Seit 1989 hängt in der Kirche ein Gemälde „Die Bergpredigt“ von Heinrich Pforr, das 1932 für die St.-Aegidien-Kirche in Münden gemalt worden war. 
Die St.-Matthäus-Kirche wurde im Jahr 2011 aufgrund von Baufälligkeit und wegen fehlender Finanzmittel als Sakralgebäude entwidmet. 2018 wurde sie an eine Immobiliengesellschaft verkauft, die das Pforr-Gemälde an seinem Platz erhalten wollte.
1953 ließ die Stadt Münden die erste moderne achtklassige neue Schule Mündens nach dem Zweiten Weltkrieg, die Volksschule Hermannshagen am Blümer Berg errichten (heute Grundschule Hermannshagen). Zum ersten Schulleiter wurde Rektor Rudolf Schahl von 1954 bis 1962 ernannt.